# Banak
Pour les articles homonymes, voir Banak (homonymie).
Banak (en arménien Բանակ), Bana (en géorgien ბანა) ou Penek est une ancienne localité située dans le Tayk, une province de l'Arménie historique ibérisée au IXe siècle. Le site, aujourd'hui en Turquie orientale (province d'Erzurum) est principalement connu en raison des vestiges de son église de style arménien, liée à un complexe monastique.

## Église

### Histoire

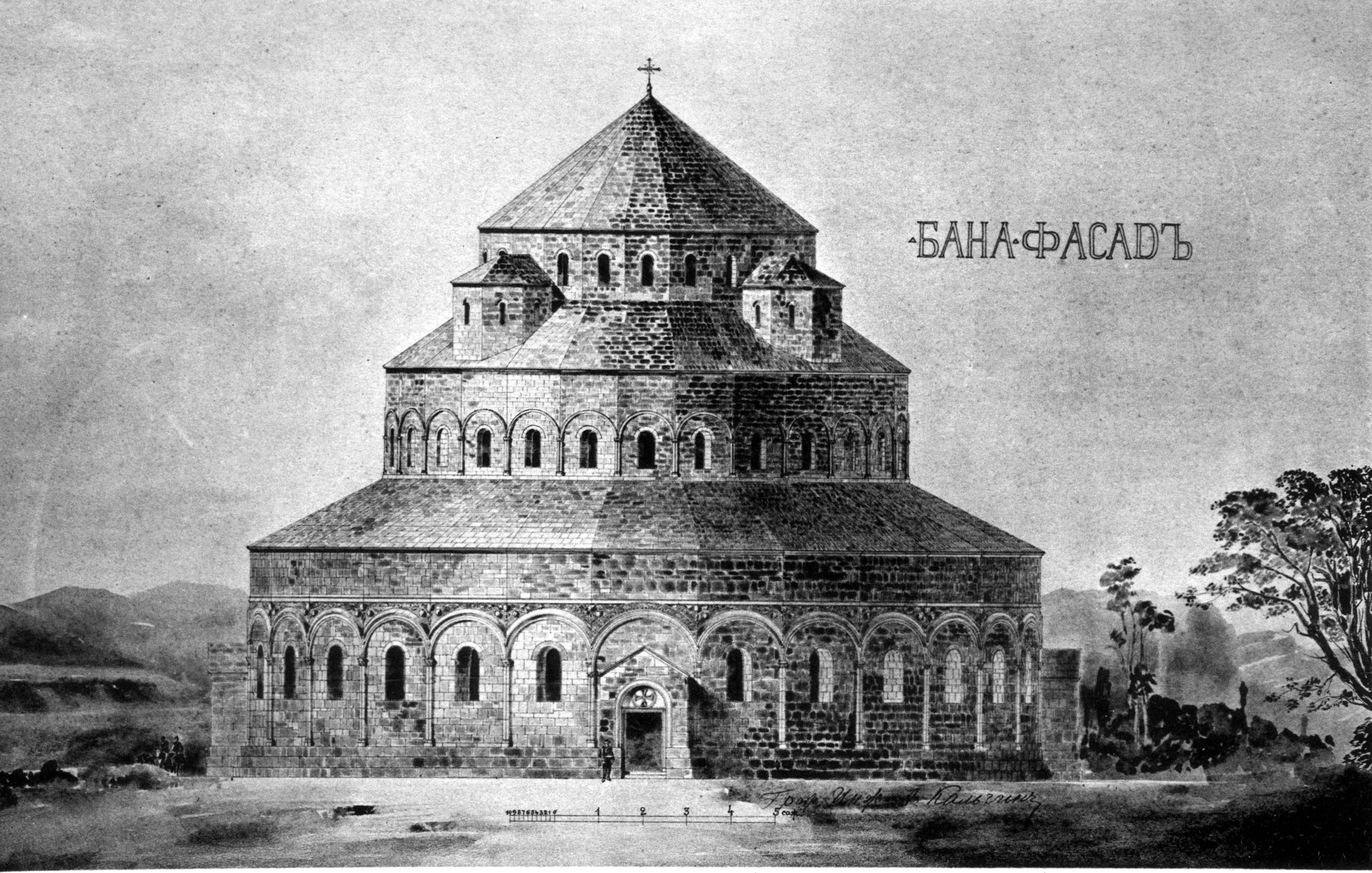
Reconstitution hypothétique.

La paternité et la datation de l'église de Banak sont disputées : quelques historiens l'attribuent au Catholicos d'Arménie Nersès III le Bâtisseur, qui l'aurait fait ériger lors de son séjour au Tayk en 652-658. Les autres historiens la datent du IXe siècle en s'appuyant sur la Chronique géorgienne, qui la mentionne en connexion avec Adarnassé II du Tao (881-923) : celui-ci aurait ordonné la construction de l'église « par la main » de Kwirike, futur premier évêque de Bana. Les tenants de la datation du VIIe siècle n'y voient quant à eux qu'une restauration de l'église, endommagée à la suite des guerres entre Arabes et Byzantins.
À partir de la fin du IXe siècle, l'église devient une des principales églises des premiers Bagratides géorgiens. Y ont lieu le couronnement de Bagrat IV en 1027 et son mariage avec Hélène, nièce de l'empereur byzantin Romain III Argyre. Au XVe siècle Vakhtang IV de Géorgie et son épouse y sont ensevelis. Bana est également le siège d'un évêché de l'Église géorgienne.
L'église a été sévèrement endommagée au cours des guerres russo-turques du XIXe siècle ainsi que par un séisme en 1985.

### Architecture
Le bâtiment est construit sur le modèle de Zvartnots, une tétraconque à galerie. Il a néanmoins été renforcé par la combinaison des quatre piliers de la coupole à quatre chapelles d'angle, et par la présence d'un anneau de contreforts formé de niches cloisonnées adjointes au mur périphérique. L'église se rattache également à Zvartnots de par son décor sculpté.